# Sinanapis
Genre
Sinanapis est un genre d'araignées aranéomorphes de la famille des Anapidae.

## Distribution
Les espèces de ce genre se rencontrent en Chine, au Laos et au Viêt Nam.

## Liste des espèces
Selon World Spider Catalog (version 19.5, 21/10/2018) :
- Sinanapis crassitarsa Wunderlich & Song, 1995
- Sinanapis longituba Lin & Li, 2012
- Sinanapis medogensis Zhang & Lin, 2018
- Sinanapis wuyi Jin & Zhang, 2013

## Publication originale
- Wunderlich & Song, 1995 : Four new spider species of the families Anapidae, Linyphiidae and Nesticidae from a tropical rain forest area of SW-China. Beiträge zur Araneologie, vol. 4, p. 343-351.